# الدهورست (كامبريدجشير)
الدهورست (بالإنجليزية: Oldhurst)‏ هي قرية تقع في المملكة المتحدة في كامبريدجشير.